# 8 Ochotniczy Pułk Piechoty Illinois (3 lata)

8 Ochotniczy Pułk Piechoty Illinois (3 lata) (ang. 8th Illinois Volunteer Infantry Regiment (3 Years)) - pułk piechoty amerykańskiej, wchodzący w czasie wojny secesyjnej w skład Armii Unii.
Sformowany 25 lipca 1861 w Cairo (Illinois) z większości stanu osobowego 8 Ochotniczego Pułku Piechoty Illinois (3-miesięcznego). Rozwiązany 4 maja 1866 w Baton Rouge w stanie Luizjana.

Bitwa pod Shiloh

## Dowódcy
- Płk Richard J. Oglesby - awansowany na generała brygady 1 kwietnia 1862
- Płk Frank L. Rhoades - zrezygnował 7 października 1862
- Płk John P. Post - zrezygnował 28 września 1863
- Płk Josiah A. Sheetz - rozwiązał pułk 4 maja 1866

## Działania zbrojne
- Bitwa o Fort Henry
- Bitwa o Fort Donelson
- Bitwa pod Shiloh
- Bitwa o Port Gibson
- Bitwa pod Raymond
- Oblężenie Vicksburga